# Il barcaiuolo del Volga
Il barcaiuolo del Volga (The Volga Boatman) è un film muto del 1926 diretto da Cecil B. DeMille. Girato sul fiume Sacramento in California, il film è tratto dal romanzo di Konrad Bercovici che racconta dell'amore tra la principessa Vera, una russa bianca e Fiodor, un battelliere rivoluzionario bolscevico.
Prodotto dalla DeMille Pictures Corporation, il film venne distribuito nelle sale il 23 maggio 1926.

## Trama
Gli aristocratici russi vivono nel lusso e nello splendore, mentre i servi della gleba sognano il riscatto e la rivoluzione. Fiodor, battelliere sul Volga, diventa un capo dell'Armata bolscevica: i suoi conquistano il palazzo dove vive la principessa Vera. La giovane è fidanzata con un nobile, il principe Orloff che l'ha lasciata per raggiungere l'Armata zarista. Fiodor è affascinato dalla principessa e la difende dai suoi compagni che vorrebbero ucciderla. I due fuggono insieme, cercando di evitare sia i rossi che i bianchi.

## Produzione
Il film fu prodotto da DeMille e dalla sua DeMille Pictures Corporation e fu girato in California, sul Sacramento River nel periodo che va dal 9 novembre 1925 all'8 gennaio 1926 con un investimento stimato in 497.356 dollari.

## Distribuzione
Venne distribuito dalla Producers Distributing Corporation (PDC), presentato in prima il 4 aprile, uscendo in sala il 23 maggio 1926.
Nel 1997, venne distribuito dalla Kino Video in VHS e nel 2007, dalla Passport Video, in DVD.

### Data di uscita
Secondo IMDb le date di uscita furono:
- USA	4 aprile 1926	 (première)
- USA	23 maggio 1926
- Finlandia	18 aprile 1927
- Portogallo	31 ottobre 1927
- USA   12 giugno 2007  DVD

Alias
- Il barcaiuolo del Volga - Italia
- Der Wolgaschiffer - Germania
- Les bateliers de la Volga - Francia
- Los bateleros del Volga - Spagna
- O Barqueiro do Volga - Portogallo
- O lemvouhos tou Volga - Grecia
- Wolgaschiffer - Austria

### Critica
(John Dorr, La tradizione Griffith in Film Comment, Vol. 10 n.2, marzo-aprile 1974)